# Comuna Văleni, Neamț
Văleni (în maghiară Valény) este o comună în județul Neamț, Moldova, România, formată din satele David, Moreni, Munteni și Văleni (reședința).

## Așezare
Comuna Văleni este situată în estul județului, pe malul drept al râului Moldova. Este străbătută de șoseaua județeană DJ157A, care o leagă spre vest de Bârgăuani și spre sud de Dulcești (unde se termină în DN15D).

## Demografie
Componența etnică a comunei Văleni
     Români (80,3%)
     Romi (11,42%)
     Alte etnii (0%)
     Necunoscută (8,28%)
Componența confesională a comunei Văleni
     Ortodocși (89,07%)
     Alte religii (2,65%)
     Necunoscută (8,28%)
Conform recensământului efectuat în 2021, populația comunei Văleni se ridică la 1.208 locuitori, în scădere față de recensământul anterior din 2011, când fuseseră înregistrați 1.380 de locuitori. Majoritatea locuitorilor sunt români (80,3%), cu o minoritate de romi (11,42%), iar pentru 8,28% nu se cunoaște apartenența etnică. Din punct de vedere confesional, majoritatea locuitorilor sunt ortodocși (89,07%), iar pentru 8,28% nu se cunoaște apartenența confesională.

## Politică și administrație
Comuna Văleni este administrată de un primar și un consiliu local compus din 9 consilieri. Primarul, Vasilică-Ionuț Mititelu[*], de la Partidul Național Liberal, este în funcție din 1 noiembrie 2024. Începând cu alegerile locale din 2024, consiliul local are următoarea componență pe partide politice:
|  | Partid                    | Consilieri | Componența Consiliului | Componența Consiliului | Componența Consiliului | Componența Consiliului | Componența Consiliului |
|  | ------------------------- | ---------- | ---------------------- | ---------------------- | ---------------------- | ---------------------- | ---------------------- |
|  | Partidul Național Liberal | 5          |                        |                        |                        |                        |                        |
|  | Partidul Social Democrat  | 4          |                        |                        |                        |                        |                        |

## Istorie
La sfârșitul secolului al XIX-lea, comuna făcea parte din plasa Moldova a județului Roman și era formată din satele Cioplești, David, Moreni, Munteni-Ghirăești, Munteni-Văleni și Văleni, având în total 1545 de locuitori. În comună se aflau două biserici, o școală primară mixtă și câteva mori pe pârâul Moreanca. Anuarul Socec din 1925 o consemnează în aceeași plasă, având 2067 de locuitori și aceeași alcătuire, mai puțin satul Cioplești. În 1931, comuna a căpătat alcătuirea actuală (satele David, Moreni, Munteni și Văleni).
În 1950, comuna a fost arondată raionului Roman din regiunea Bacău (între 1952 și 1956, din regiunea Iași). În 1968, ea a trecut la județul Neamț.

## Monumente istorice

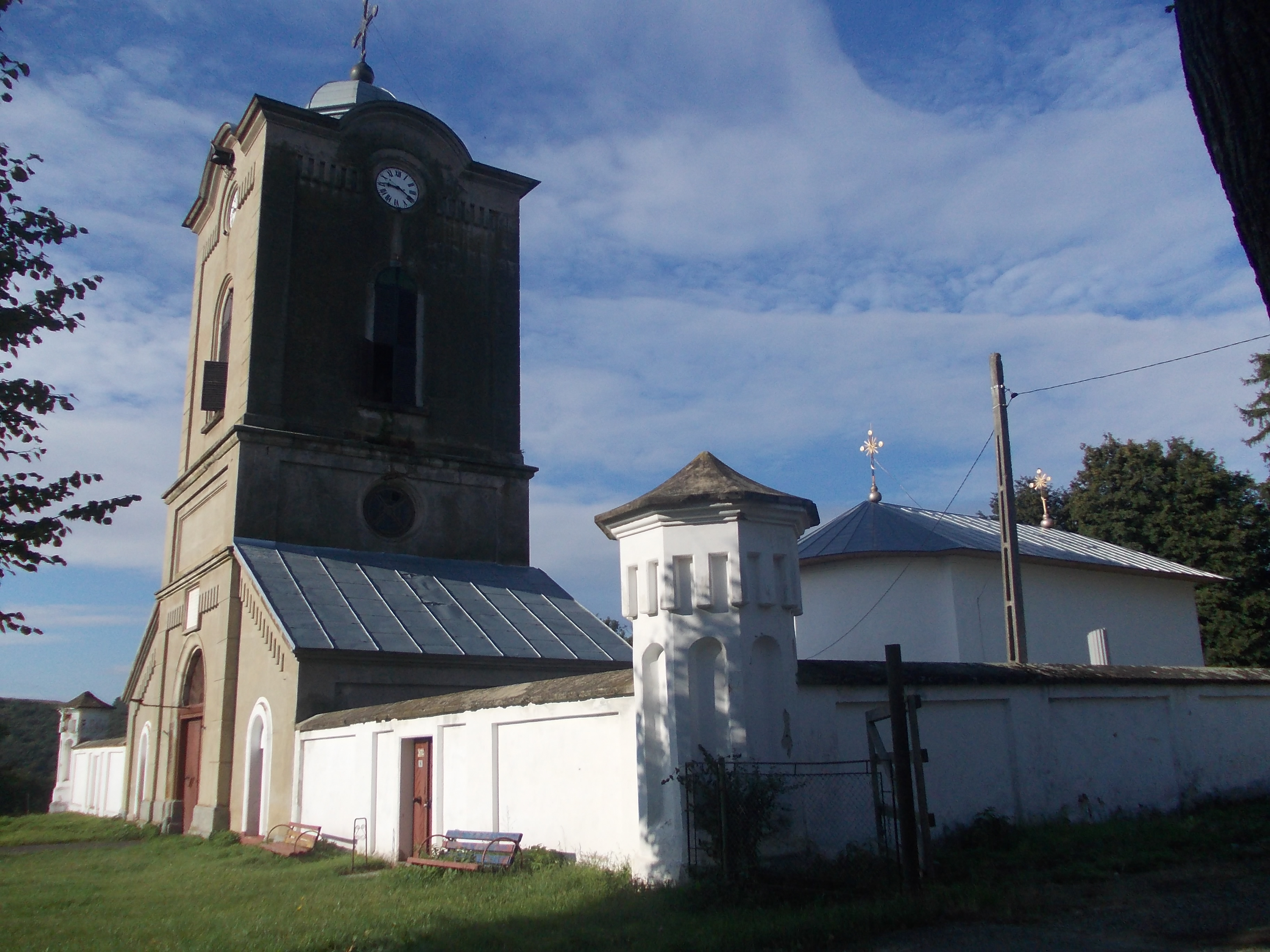
Ansamblul bisericii „Sfinții Patruzeci de Mucenici” din satul Văleni, monument istoric de interes local

Trei obiective din comuna Văleni sunt incluse în lista monumentelor istorice din județul Neamț ca monumente de interes local. Două dintre ele sunt situri arheologice — necropola de „la Țarini” (satul David) din secolele al II-lea–al III-lea e.n.; și situl de „la Morișca” (satul Văleni), cuprinzând așezări din Epoca Bronzului și din secolele al VI-lea–al IX-lea, precum și o așezare și o necropolă din secolele al II-lea–al III-lea e.n. Al treilea obiectiv, clasificat ca monument de arhitectură, este ansamblul bisericii „Sfinții Patruzeci de Mucenici” (secolele al XVI-lea–al XIX-lea), aflat în zona centrală a satului Văleni, ansamblu alcătuit din biserica propriu-zisă ridicată în 1519 și cu transformări suferite în 1866, și din turnul-clopotniță din 1878–1879.

## Parcul dendrologic
Flora Parcului Dendrologic din satul Văleni este foarte diversă, cu o varietate de specii de stejar unicat: Ouercus Vilmorinyana, Tisa (Taxus Baccata), pini (Pinus Silvestris, Lirium Dendronum), mai multe specii de molizi, Gingo Biloba, Magnolia, o mulțime de arbuști etc.
În curtea Bisericii din satul Văleni (fosta comuna Botești - acum Valeni), cu hramul "Sfinții 40 de Mucenici din Sevastia", ce a fost ridicată în anul 1519 de către postelnicul Cozma Șarpe, în stilul monumentelor religioase din vremea lui Ștefan cel Mare întâlnim 2 arbori rari și protejați prin lege - TISA. Mai există pe teritoriul comunei Pângărăți, la câțiva km distanță de Mănăstirea Pângărăți o arie protejată de Tisa. Tisa poate atinge vârsta de 3000 ani, iar creșterea încetează la 100 de ani. Cetina este otrăvitoare pentru om dar și pentru animale. Lemnul de tisa este dur, elastic, rezistent la putrezire.Este rezistent la temperaturi înalte și joase.
Flora din parcul dendrologic este foarte variată. Dintre arborii exotici amintim: arborele de lalea, oercus vilmorinzana, gingo biloba, pinul roșu canadian (pinus silvestrus, lirium dendronum), thuia, magnolia, sequoia, tisa (taxus baccata), brazi argintii, molizi, carpeni de Carolina, brazi de Normandia, chiparos japonez, salcam galben, ienupăr de Virginia, liliac chinezesc, merișor, gadita, oțetar. 

## Personalități născute aici
- Gheorghe Ante (1898 - 1978), militar, scriitor;
- Camelia Diaconescu (n. 1963), canotoare.